# Мануель Франко
Мануель Франко (ісп. Manuel Franco; 9 червня 1871, Консепсьйон — 5 червня 1919, Асунсьйон) — Президент Парагваю (1916-1919).

## Ранні роки
Доктор Мануель Франко народився в Консепсьйоні 9 червня 1871. Після закінчення початкової школи вступив до Національного коледжу Асунсьйона і став студентом юридичного факультету університету, де отримав докторський ступінь.

## Політична кар'єра
Брак грошей змусив Мануеля ще під час навчання в коледжі вступити на державну службу. Президент Ескурра в червні 1903 призначив Франко директором Національного коледжу.
Під час президентства Еміліано Ґонсалеса Франко призначений міністром юстиції, культури і народної освіти, а 1908 — Міністром внутрішніх справ.
1912 Франко став сенатором і ректором університету, в 1913 — генеральним прокурором, а в 1916 повернувся на своє місце в сенаті.
15 серпня 1916 Франко знову висунутий Ліберальною партією як кандидат на пост Президента республіки і переміг у голосуванні, прийнявши мандат від Едуардо Шерера. Віце-президентом призначив Хосе Педро Монтеро.
Франко розвивав професійну освіту, земельну реформу, запровадження таємного голосування і стабільність валюти. Він зміг сформувати ефективний кабінет міністрів з найавторитетніших політиків країни, таких як Луїс Альберто Ріарт, Мануель Ґондра, Фелікс Пайва, Елехіо Айала і Ернесто Веласкес.
5 червня 1919 Мануель Франко помер у своєму робочому кабінеті від серцевого нападу, і його змінив віцепрезидент Хосе Монтеро.